# Aramis Naglić
Aramis Naglić (né le 28 août 1965 à Rijeka) est un ancien joueur de basket-ball croate.

## Biographie
Aramis Naglić a été membre de la sélection croate avec qui il a remporté la médaille d'argent lors des Jeux olympiques 1992.

## Palmarès

### En club
- Coupe des champions européens (2) :
  - Vainqueur : 1990, 1991.
- Championnat de Yougoslavie (2) :
  - Vainqueur : 1990, 1991.
- Coupe de Yougoslavie (2) :
  - Vainqueur : 1990, 1991.
- Championnat de Croatie (1) :
  - Vainqueur : 2005.
- Coupe de Croatie (3) :
  - Vainqueur : 1992, 1993, 2005.
- Championnat de Slovaquie (3) :
  - Vainqueur : 2000, 2001, 2002.
- Coupe de Slovaquie (1) :
  - Vainqueur : 2000.

### En sélection
- Jeux olympiques :
  - Finaliste : 1992